# Jarrod Bowen
Jarrod Bowen (Leominster, 20 december 1996) is een Engels voetballer die doorgaans speelt als vleugelspeler. In januari 2020 verruilde hij Hull City voor West Ham United. Bowen maakte in 2022 zijn debuut in het Engels voetbalelftal.

## Clubcarrière
Bowen speelde in de jeugdopleiding van Hereford United. Deze doorliep hij en hij brak ook door bij die club. In het seizoen 2013/14 speelde hij acht competitiewedstrijden in het eerste elftal. In de zomer van 2014 verkaste de vleugelaanvaller naar Hull City, op dat moment actief in de Premier League. Op 29 oktober 2016 maakte hij zijn debuut in het eerste elftal van Hull. Op die dag werd door een eigen doelpunt van Michael Dawson met 1–0 verloren van Watford. Bowen begon op de reservebank en mocht van coach Mike Phelan in de blessuretijd van de tweede helft invallen voor Markus Henriksen. In zijn eerste seizoen bij de club degradeerde Hull naar het Championship. In deze competitie veroverde hij onder coach Leonid Sloetski een basisplaats. Zijn eerste treffer volgde op 5 augustus 2017, tijdens een gelijkspel bij Aston Villa (1–1). Na zeven minuten opende Gabriel Agbonlahor in dit duel de score, maar in de tweeënzestigste minuut tekende Bowen op aangeven van Kamil Grosicki voor de gelijkmaker. In september 2017 tekende de vleugelspeler een vernieuwde verbintenis bij Hull, tot medio 2020.
In januari 2020 maakte Bowen voor circa eenentwintig miljoen euro de overstap naar West Ham United, waar hij zijn handtekening zette onder een verbintenis voor de duur van vijfenhalf jaar. In het seizoen 2022/23 won Bowen met zijn club de UEFA Europa Conference League. Zijn contract werd in oktober 2023 opengebroken en met vijf seizoenen verlengd tot medio 2030.

## Clubstatistieken
| Seizoen | Club            | Competitie      | Competitie | Competitie | Beker | Beker | Internationaal | Internationaal | Totaal | Totaal |
| Seizoen | Club            | Competitie      | Wed.       | Dlp.       | Wed.  | Dlp.  | Wed.           | Dlp.           | Wed.   | Dlp.   |
| ------- | --------------- | --------------- | ---------- | ---------- | ----- | ----- | -------------- | -------------- | ------ | ------ |
| 2013/14 | Hereford United | National League | 8          | 1          | 0     | 0     | —              | —              | 8      | 1      |
| 2016/17 | Hull City       | Premier League  | 7          | 0          | 2     | 0     | —              | —              | 9      | 0      |
| 2017/18 | Hull City       | Championship    | 42         | 14         | 2     | 1     | —              | —              | 44     | 15     |
| 2018/19 | Hull City       | Championship    | 46         | 22         | 0     | 0     | —              | —              | 46     | 22     |
| 2019/20 | Hull City       | Championship    | 29         | 16         | 3     | 1     | —              | —              | 32     | 17     |
| 2019/20 | West Ham United | Premier League  | 13         | 1          | 0     | 0     | —              | —              | 13     | 1      |
| 2020/21 | West Ham United | Premier League  | 38         | 8          | 2     | 0     | —              | —              | 40     | 8      |
| 2021/22 | West Ham United | Premier League  | 36         | 12         | 6     | 3     | 9              | 3              | 51     | 18     |
| 2022/23 | West Ham United | Premier League  | 38         | 6          | 4     | 1     | 12             | 6              | 54     | 13     |
| 2023/24 | West Ham United | Premier League  | 34         | 16         | 3     | 3     | 7              | 1              | 44     | 20     |
| Totaal  | Totaal          | Totaal          | 291        | 96         | 22    | 9     | 28             | 10             | 341    | 115    |

Bijgewerkt op 14 augustus 2024.

## Interlandcarrière
Bowen maakte zijn debuut in het Engels voetbalelftal op 4 juni 2022, toen met 1–0 verloren werd van Hongarije in de UEFA Nations League. Dominik Szoboszlai benutte een strafschop en zorgde hiermee voor het enige doelpunt van de wedstrijd. Bowen mocht van bondscoach Gareth Southgate in de basisopstelling beginnen en hij speelde het gehele duel mee. De andere Engelse debutant dit duel was James Justin (Leicester City).
In mei 2024 werd Bowen door Southgate opgenomen in de voorselectie voor het EK 2024 in Duitsland. Hij werd vervolgens op 6 juni 2024 door Southgate opgenomen in de definitieve selectie. Engeland werd eerste in de groepsfase na een overwinning op Servië (0–1) en gelijke spelen tegen Denemarken (1–1) en Slovenië (0–0) en schakelde daarna achtereenvolgens Slowakije (2–1, na verlenging), Zwitserland (1–1, 5–3 na strafschoppen) en Nederland (1–2) uit om de finale te bereiken. Deze werd met 2–1 verloren van Spanje. Bowen kwam op het toernooi twee keer als invaller in actie. Zijn toenmalige clubgenoten Alphonse Aréola (Frankrijk), Vladimír Coufal en Tomáš Souček (beiden Tsjechië) waren ook actief op het EK.
| Interlands van Jarrod Bowen voor Engeland | Interlands van Jarrod Bowen voor Engeland | Interlands van Jarrod Bowen voor Engeland | Interlands van Jarrod Bowen voor Engeland | Interlands van Jarrod Bowen voor Engeland | Interlands van Jarrod Bowen voor Engeland | Interlands van Jarrod Bowen voor Engeland |
| №                                         | Datum                                     | Wedstrijd                                 | Uitslag                                   | Competitie                                | Goals                                     |                                           |
| Als speler bij West Ham United            | Als speler bij West Ham United            | Als speler bij West Ham United            | Als speler bij West Ham United            | Als speler bij West Ham United            | Als speler bij West Ham United            | Als speler bij West Ham United            |
| ----------------------------------------- | ----------------------------------------- | ----------------------------------------- | ----------------------------------------- | ----------------------------------------- | ----------------------------------------- | ----------------------------------------- |
| 1                                         | 4 juni 2022                               | Hongarije – Engeland                      | 1 – 0                                     | Nations League 2022/23                    |                                           |                                           |
| 2                                         | 7 juni 2022                               | Duitsland – Engeland                      | 1 – 1                                     | Nations League 2022/23                    |                                           |                                           |
| 3                                         | 11 juni 2022                              | Engeland – Italië                         | 0 – 0                                     | Nations League 2022/23                    |                                           |                                           |
| 4                                         | 14 juni 2022                              | Engeland – Hongarije                      | 0 – 4                                     | Nations League 2022/23                    |                                           |                                           |
| 5                                         | 13 oktober 2023                           | Engeland – Australië                      | 1 – 0                                     | Vriendschappelijk                         |                                           |                                           |
| 6                                         | 23 maart 2024                             | Engeland – Brazilië                       | 0 – 1                                     | Vriendschappelijk                         |                                           |                                           |
| 7                                         | 26 maart 2024                             | Engeland – België                         | 2 – 2                                     | Vriendschappelijk                         |                                           |                                           |
| 8                                         | 3 juni 2024                               | Engeland – Bosnië en Herzegovina          | 3 – 0                                     | Vriendschappelijk                         |                                           |                                           |
| 9                                         | 7 juni 2024                               | Engeland – IJsland                        | 0 – 1                                     | Vriendschappelijk                         |                                           |                                           |
| 10                                        | 16 juni 2024                              | Servië – Engeland                         | 0 – 1                                     | EK 2024                                   |                                           |                                           |

Bijgewerkt op 14 augustus 2024.

## Erelijst
| Competitie                    | Aantal          | Jaren           |
| West Ham United               | West Ham United | West Ham United |
| ----------------------------- | --------------- | --------------- |
| UEFA Europa Conference League | 1               | 2022/23         |